# Котцыно
Котцыно — село в Ивановском районе Ивановской области России, входит в состав Куликовского сельского поселения.

## География
Село расположено в 7 км на север от центра поселения деревни Куликово и в 18 км на северо-восток от Иванова.

## История
Каменная церковь с колокольней и оградой в селе построена в 1827 году на средства владельца села дворянина Дмитрия Александровича Ошанина. Престолов в церкви было три: в холодной — в честь Воскресения Христова и в теплых приделах: в честь Казанской Божьей Матери и во имя Святителя и Чудотворца Николая. В селе существовало земское народное училище. 
В конце XIX — начале XX века село входило в состав Елюнинской волости Шуйского уезда Владимирской губернии. В 1859 году в селе числилось 24 двора, в 1905 году — 11 дворов.

## Население
| 1859 | 1905 | 2010 | 2018 |
| ---- | ---- | ---- | ---- |
| 193  | ↘143 | ↗180 | ↘171 |

## Достопримечательности
В селе расположена недействующая Церковь Казанской иконы Божией Матери.